# Copa Asobal 2011
La XXII edición de la Copa Asobal se celebró entre el 21 y el 22 de diciembre de 2011, en el Palacio de los Deportes de León.
En ella participaron los cuatro primeros equipos de la Liga ASOBAL 2011-12 (ya que el anfitrión quedó 4.º clasificado), y fueron el BM Atlético de Madrid, el FC Barcelona Intersport, el Reale Ademar León y el Cuatro Rayas Valladolid.
Este campeonato se jugó con la fórmula de eliminación directa (a partido único en semifinales y final), y el emparejamiento de las semifinales se estableció por sorteo puro. El FC Barcelona se proclamó campeón, consiguiendo su séptimo título y obteniendo una plaza para disputar la Champions League.

## Eliminatorias
|  | Semifinales             | Semifinales             | Semifinales             |                         |                   | Final             | Final | Final |  |
|  |                         |                         |                         |                         |                   |                   |       |       |  |
|  |                         |                         |                         |                         |                   |                   |       |       |  |
|  | Reale Ademar León       | Reale Ademar León       | 28                      |                         |                   |                   |       |       |  |
|  | Reale Ademar León       | Reale Ademar León       | 28                      |                         |                   |                   |       |       |  |
|  | BM Atlético de Madrid   | BM Atlético de Madrid   | 27                      |                         |                   |                   |       |       |  |
|  | BM Atlético de Madrid   | BM Atlético de Madrid   | 27                      |                         | Reale Ademar León | Reale Ademar León | 27    |       |  |
|  |                         |                         |                         |                         | Reale Ademar León | Reale Ademar León | 27    |       |  |
|  |                         |                         | FC Barcelona Intersport | FC Barcelona Intersport | 28                |                   |       |       |  |
|  | FC Barcelona Intersport | FC Barcelona Intersport | FC Barcelona Intersport | FC Barcelona Intersport | 28                | 32                |       |       |  |
|  | FC Barcelona Intersport | FC Barcelona Intersport |                         |                         |                   | 32                |       |       |  |
|  | Cuatro Rayas Valladolid | Cuatro Rayas Valladolid | 26                      |                         |                   |                   |       |       |  |
|  | Cuatro Rayas Valladolid | Cuatro Rayas Valladolid | 26                      |                         |                   |                   |       |       |  |
|  |                         |                         |                         |                         |                   |                   |       |       |  |

| Cataluña                        |
| Campeón FC Barcelona 7.º título |